# Tornjoš
Tornjoš (izvirno srbsko Торњош; madžarsko Tornyos) je naselje v Srbiji, ki upravno spada pod Občino Senta; slednja pa je del Severnobanatskega upravnega okraja.

## Demografija
V naselju živi 1399 polnoletnih prebivalcev, pri čemer je njihova povprečna starost 39,5 let (38,6 pri moških in 40,5 pri ženskah). Naselje ima 651 gospodinjstev, pri čemer je povprečno število članov na gospodinjstvo 2,71.
To naselje je v glavnem madžarsko (glede na rezultate popisa iz leta 2002).
|  |

| Demografija | Demografija     | Demografija     |
| Leto        | Št. prebivalcev | Št. prebivalcev |
| ----------- | --------------- | --------------- |
|             |                 |                 |
|             |                 |                 |
|             |                 |                 |
|             |                 |                 |
| 1948        | 2500            |                 |
| 1953        | 2677            |                 |
| 1961        | 2769            |                 |
| 1971        | 3463            |                 |
| 1981        | 1874            |                 |
| 1991        | 1908            | 1901            |
| 2002        | 1781            | 1766            |
|             |                 |                 |

| Etnična sestava po popisu iz leta 2002 | Etnična sestava po popisu iz leta 2002 | Etnična sestava po popisu iz leta 2002 | Etnična sestava po popisu iz leta 2002 | Etnična sestava po popisu iz leta 2002 |
| -------------------------------------- | -------------------------------------- | -------------------------------------- | -------------------------------------- | -------------------------------------- |
| Madžari                                | Madžari                                |                                        | 1.452                                  | 82,21%                                 |
| Romi                                   | Romi                                   |                                        | 256                                    | 14,49%                                 |
| Srbi                                   | Srbi                                   |                                        | 23                                     | 1,30%                                  |
| Jugoslovani                            | Jugoslovani                            |                                        | 9                                      | 0,50%                                  |
| Hrvati                                 | Hrvati                                 |                                        | 6                                      | 0,33%                                  |
| Nemci                                  | Nemci                                  |                                        | 3                                      | 0,16%                                  |
| Rusini                                 | Rusini                                 |                                        | 2                                      | 0,11%                                  |
| Bunjevci                               | Bunjevci                               |                                        | 1                                      | 0,05%                                  |
| Neznano                                | Neznano                                |                                        | 0                                      | 0,0%                                   |